# Paul Chauchard (pilote)
Pour les articles homonymes, voir Chauchard.
Paul Yves Chauchard, né le 13 janvier 1871 à Buxières-les-Mines (Allier) et mort le 21 février 1916 à Clermont-Ferrand, est un ancien pilote automobile français, ayant presque exclusivement couru sur Panhard (sauf indication contraire) ; il est aussi un renommé skipper français de son temps.

## Biographie
Après de rapides débuts sur tricycle motorisé, son activité en course automobile s'étale de 1898 à 1902, essentiellement en Italie et en Provence avec cependant également des parcours dans les empires allemand et austro-hongrois, en fin de présences. Il est à l'époque nommé vice-président de l'Automobile Club de Nice.
Membre également du Yacht Club de France, il devient après ses performances au volant le vice-président puis le président du Club nautique de Nice (le CNN, où il entre en 1894), jusqu'au premier conflit mondial. Il est encore Président de l'Union des Sociétés Nautiques de la Méditerranée, et membre du Conseil supérieur de la Navigation maritime.
En juin 1910, il épouse à La Ferté-sous-Jouarre Mlle Odette Londe, fille d'Albert Londe propriétaire alors du château de Bréau.
Il est à l'époque le propriétaire de plusieurs bateaux à moteur : l'Anthéor (long de 8 mètres et équipé d'un moteur de 10HP), le Janot (de 6 mètres 50 avec un 5HP), le houari Mimi (d'une tonne), le sloop Calabrais (d'une tonne), et le lougre Raton (également d'une tonne). Il fait aussi don à son club du houari le Grèbe (d'une tonne), destiné à être librement utilisé par les membres et leurs invités.
Il possède encore avec le parfumeur parisien Henri Rigaud (admis au C.N.N. en 1905) le sloop Guibel (de 2 tonnes 5), et il navigue fréquemment en compagnie de l'architecte Maurice Tranchant de Lunel (admis au C.N.N. en 1902, membre du comité de direction en 1906), possesseur quant à lui des Salve et Eagle (chacun de 6 mètre 50, et équipés de 5HP).
En mai 1905 Chauchard participe de façon dramatique à l'épreuve Alger-Toulon (The 500 miles Marathon pour les Anglais), puis en 1906 il organise la course nautique Nice-Cannes-Toulon (dénommée The Riviera Maritime Raid par ceux-ci), dont le trajet est repris l'année suivante pour la compétition Nice-Cannes-Monaco-San Remo-Genoa-Nice.
Il meurt subitement en 1916, alors qu'il remplit à l'EM de la 13e Région les fonctions de capitaine.
Il ne doit pas être confondu avec Paul Chauchard, médecin, chercheur, philosophe, enseignant et écrivain, né en 1912.
(Nota bene : André Chauchard, également admis en 1894 à l'ICC dont il fut aussi le vice-président, publia quant à lui en 1896 l'ouvrage La navigation en vue des côtes - Connaissances indispensables pour conduire un yacht - Tables pour faire le point, réédité en 1911 toujours par A.Pedone.)

## Palmarès

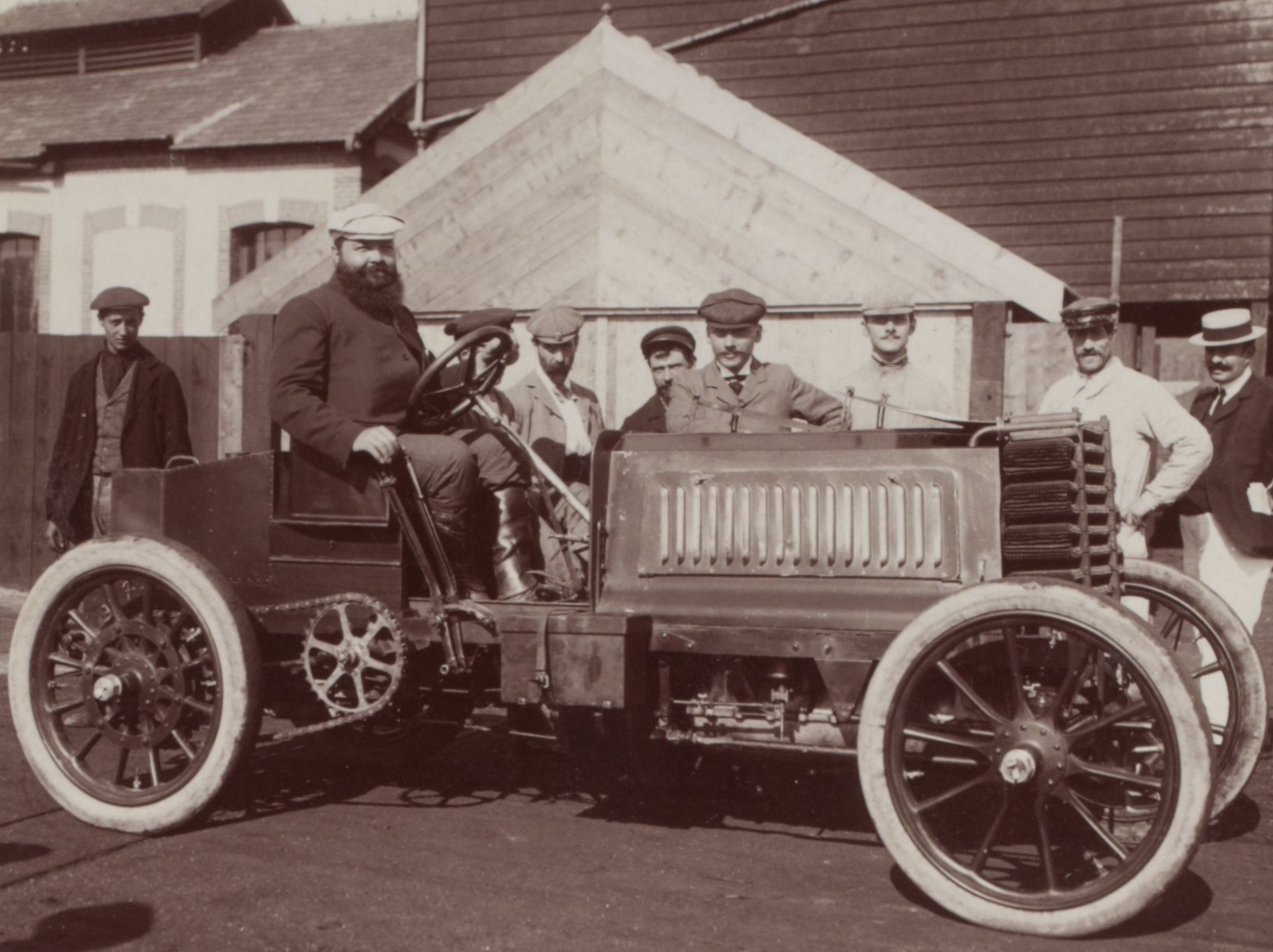
Paul Chauchard sur Panhard 70 hp (de près d'une tonne) en 1902 au kilomètre de Deauville.

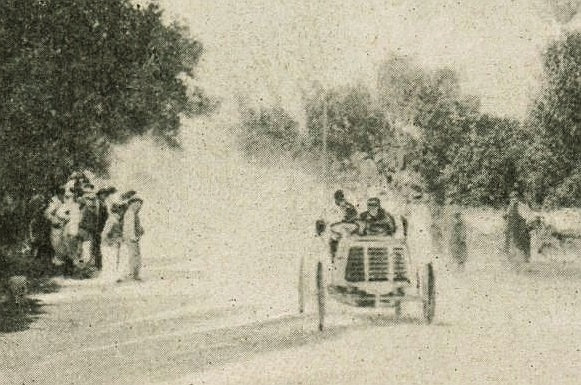
Chauchard vainqueur du Critérium de Provence en septembre 1902, entre Arles et Salon.

- Vainqueur à Reggio d'Émilie (Reggio-Brescello-Parme-Reggio), en 1899 (sur 8HP, cependant dépassé au temps par le tricycle d'Ettore Bugatti)[6];
- Vainqueur de Bruxelles-Namur-Spa, en 1899[7];
- Vainqueur de la catégorie voitures à quatre places lors de Nice-Draguignan-Nice, en 1900 durant la Semaine niçoise[8];
- Vainqueur du sprint d'Asti, en 1900 (sur voiturette de Dion-Bouton);
- Vainqueur de la Coupe Brunetta d'Usseaux, en 1901 (sur 8HP)[9];
- Unique arrivant de la Coupe de Nice, en 1901 (défi entre le Moto-Club de Lyon et l'Automobile-Club de Nice, lors des courses de Nice -ou semaine automobile de Nice-)[10];
- Vainqueur de Salon-Arles-Salon, en 1902 (ou Coupe provinciale du Sud-Est)[11];
- Vainqueur de la première Course de côte du Mont Ventoux, en 1902 (avec la Panhard & Levassor 70HP);
  - 2e de Torino-Pinerolo-Avigliana-Torino, en 1899 (sur 10HP);
  - 2e de Torino-Asti, en 1900 (sur 8HP derrière Felice Nazzaro, à la veille du sprint d'Asti);
  - 3e de Torino-Pinerolo-Saluzzo-Cuneo-Racconigi-Torino, en 1900 (sur 8HP);
  - 3e de la course de côte Nice - La Turbie, en 1901[12];
  - 4e des voitures à essence lors de la course du Mille, en 1901 aux courses de Nice;
  - 9e de Nice-Salon-Nice, en 1901;
  - 11e de Paris-Berlin, en 1901;
  - 12e de Paris-Vienne, en 1902;
  - 18e de Marseille-Nice, en 1898[13].

## Article évènementiel
- Les Sports no 167 du 16 mai 1905 : Les canots étaient bien assurés (à propos d'Alger-Toulon à laquelle participe Camille du Gast, ainsi que le duc Jean Decazes -décédé en 1912- et Paul Chauchard -déjà président du C.N.N.- qui manquent y laisser ensemble la vie, n'ayant été retrouvés que près de quinze jours après leur avarie alors dérivants au large de la Sardaigne, déshydratés, les secours les ayant cru un temps déjà morts en abandonnant durant plusieurs journées leurs recherches[14]). Decazes (admis au C.N.N. en 1900 alors qu'il est le vice-président du Yacht Club de France, et possesseur du Velleda le deuxième plus important navire du C.N.N.) et Chauchard sont alors à bord du Quand-Même II, avec également Baudouin le concepteur de ce bâtiment, qui a été vice-champion olympique avec le duc en 1900. Six des sept participants de la course ont finalement pu être recueillis.

## Distinction
- 7 janvier 1913 : chevalier de la Légion d'honneur (croix des civiles du ministère de la Marine)[15].